# Everything Now
Everything Now är Arcade Fires femte fullängdsalbum. Albumet släpptes 2017. Producenter var, förutom Arcade Fire, Thomas Bangalter från Daft Punk och Steve Mackey från Pulp.
Everything Now utsågs till 29:e bästa album under året 2017 av musiktidningen NME. Albumet fick blandad kritik.

## Låtlista
1. "Everything_Now (continued)" - 0:46
2. "Everything Now" - 5:03
3. "Signs of Life" - 4:36
4. "Creature Comfort" - 4:43
5. "Peter Pan" - 2:48
6. "Chemistry" - 3:37
7. "Infinite Content" - 1:37
8. "Infinite_Content" - 1:41
9. "Electric Blue" - 4:02
10. "Good God Damn" - 3:34
11. "Put Your Money on Me" - 5:53
12. "We Don't Deserve Love" - 6:29
13. "Everything Now (continued)" - 2:22[1]